# Haus für Geoinformation
Das Haus für Geoinformation ist ein Bürogebäude in Kranzberg. Das Bürogebäude wurde 2015 nach Plänen des Münchener Architekten Dominikus Stark errichtet.

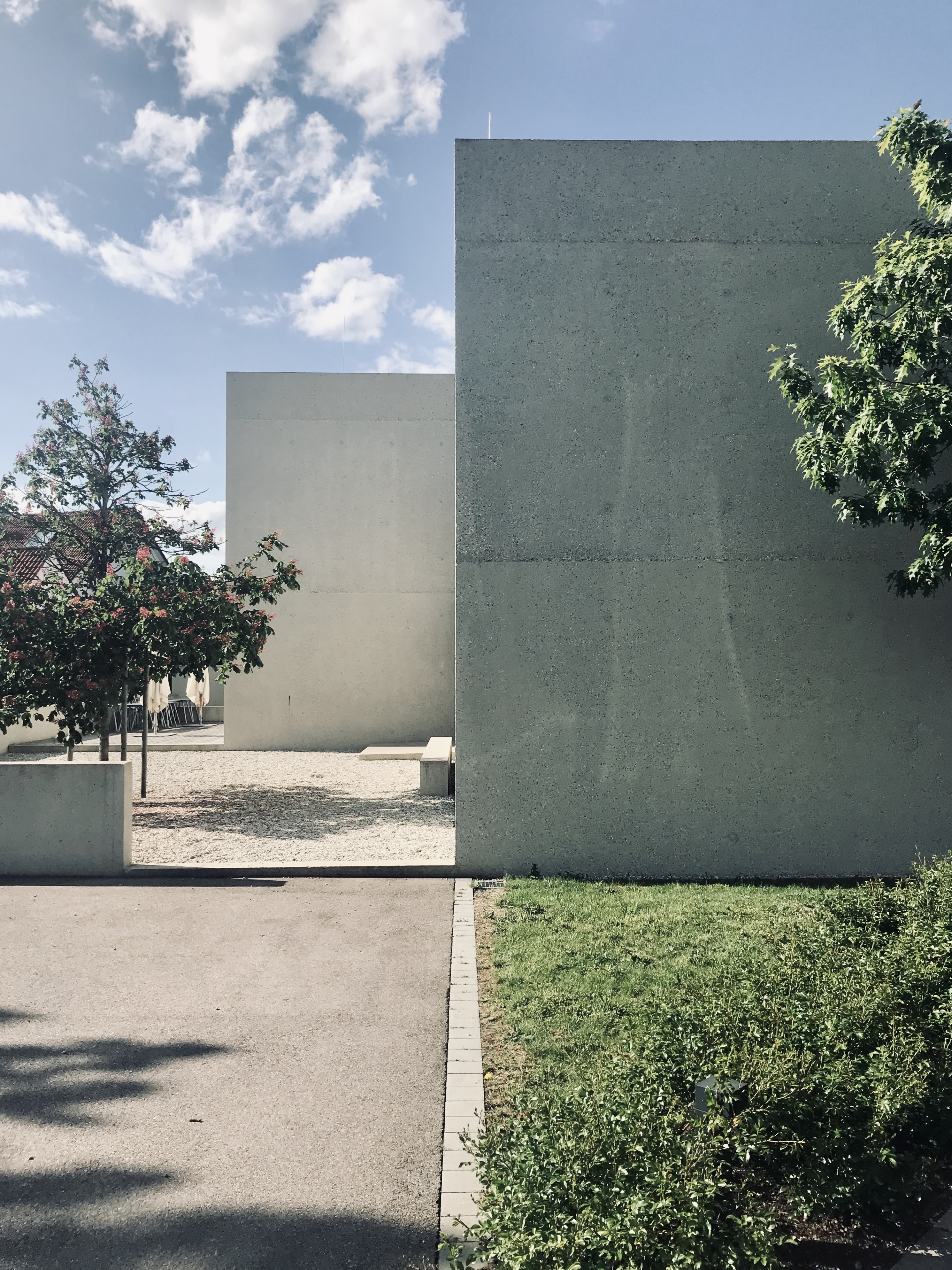
Haus für Geoinformation, Kranzberg

## Architektur
Das Haus für Geoinformationen ist ein Ensemble aus drei zweigeschossigen quaderförmigen Baukörpern mit Sichtbeton-Fassade. Nach Süden ist das Gebäude verschlossen, nach Norden öffnet sich das Haus zu den angrenzenden beiden Bürobauten. Die Innenräume mit ihren hohen Raumhöhen ermöglichen viel Tageslichteinfall in das Bürogebäude. Es entsteht Beziehung zwischen Innen- und Außenraum.
Der Bürokomplex reagiert auf die heterogene Einfamilienhaussiedlung. Der Architekt Dominikus Stark setzt klassische Elemente der Wohnhausarchitektur, wie den Hof mit Baum und Sitzbank, die schützende Mauer und ein Wasserbecken ein.

## Auszeichnungen und Preise
- 2016: Gute Baugestaltung im Landkreis Freising[3]
- 2017: Iconic Award
- 2017: Präsentation in Best Architects 18[4]
- 2018: German Design Award